# Diplacus aurantiacus
Diplacus aurantiacus är en gyckelblomsväxtart som först beskrevs av W. Curtis, och fick sitt nu gällande namn av Jepson. Diplacus aurantiacus ingår i släktet Diplacus och familjen gyckelblomsväxter. Inga underarter finns listade i Catalogue of Life.

## Bildgalleri

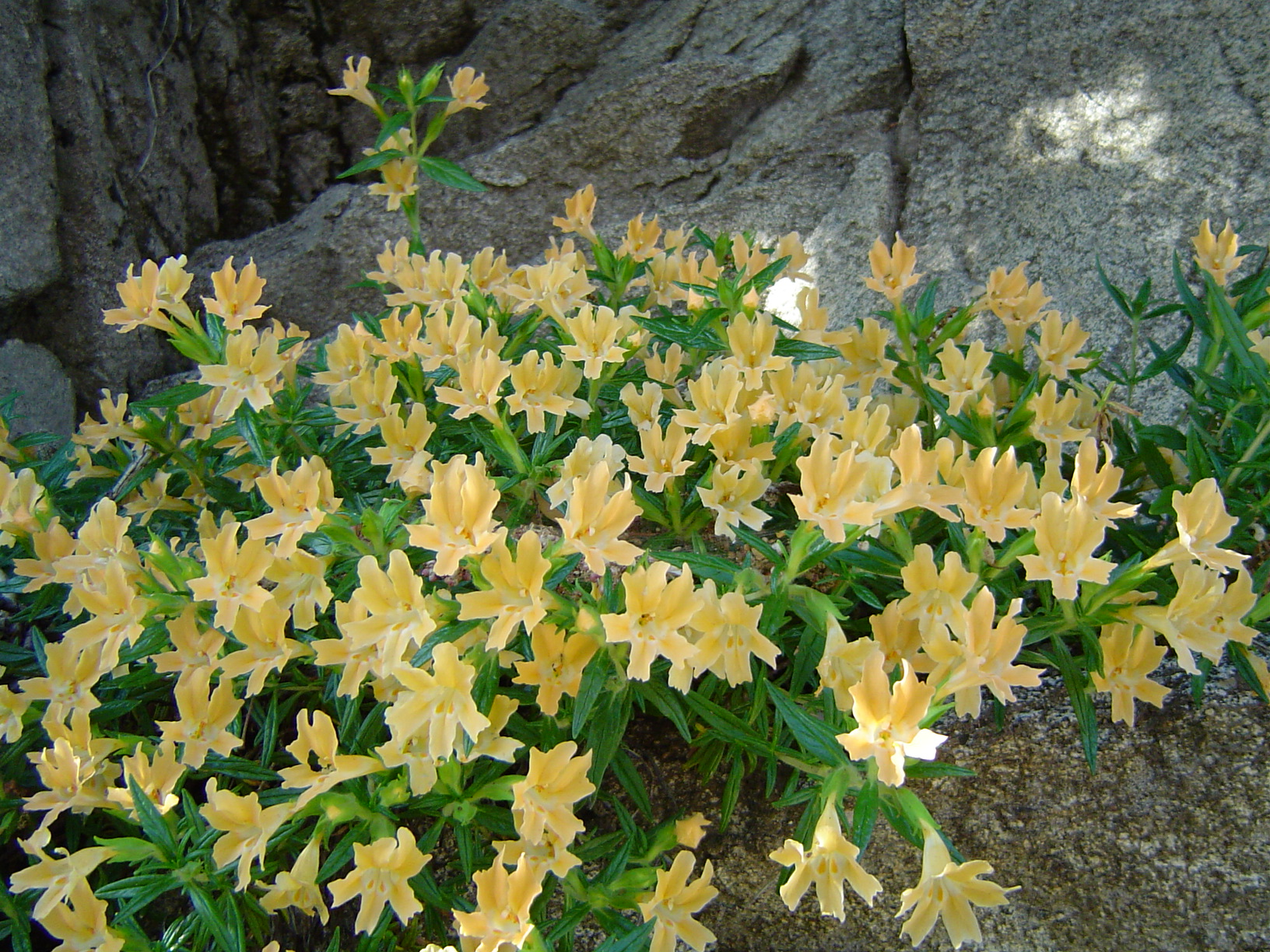
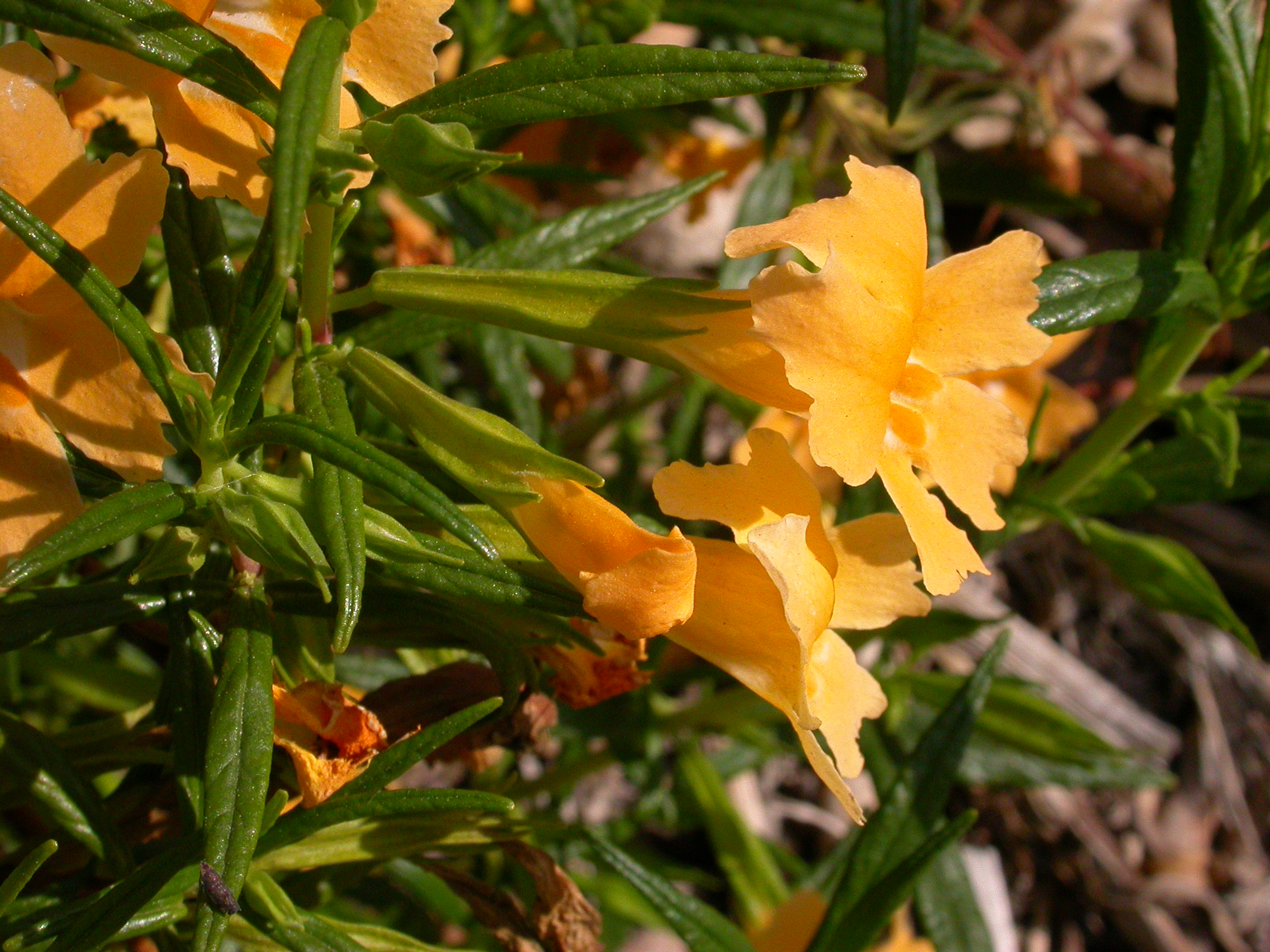
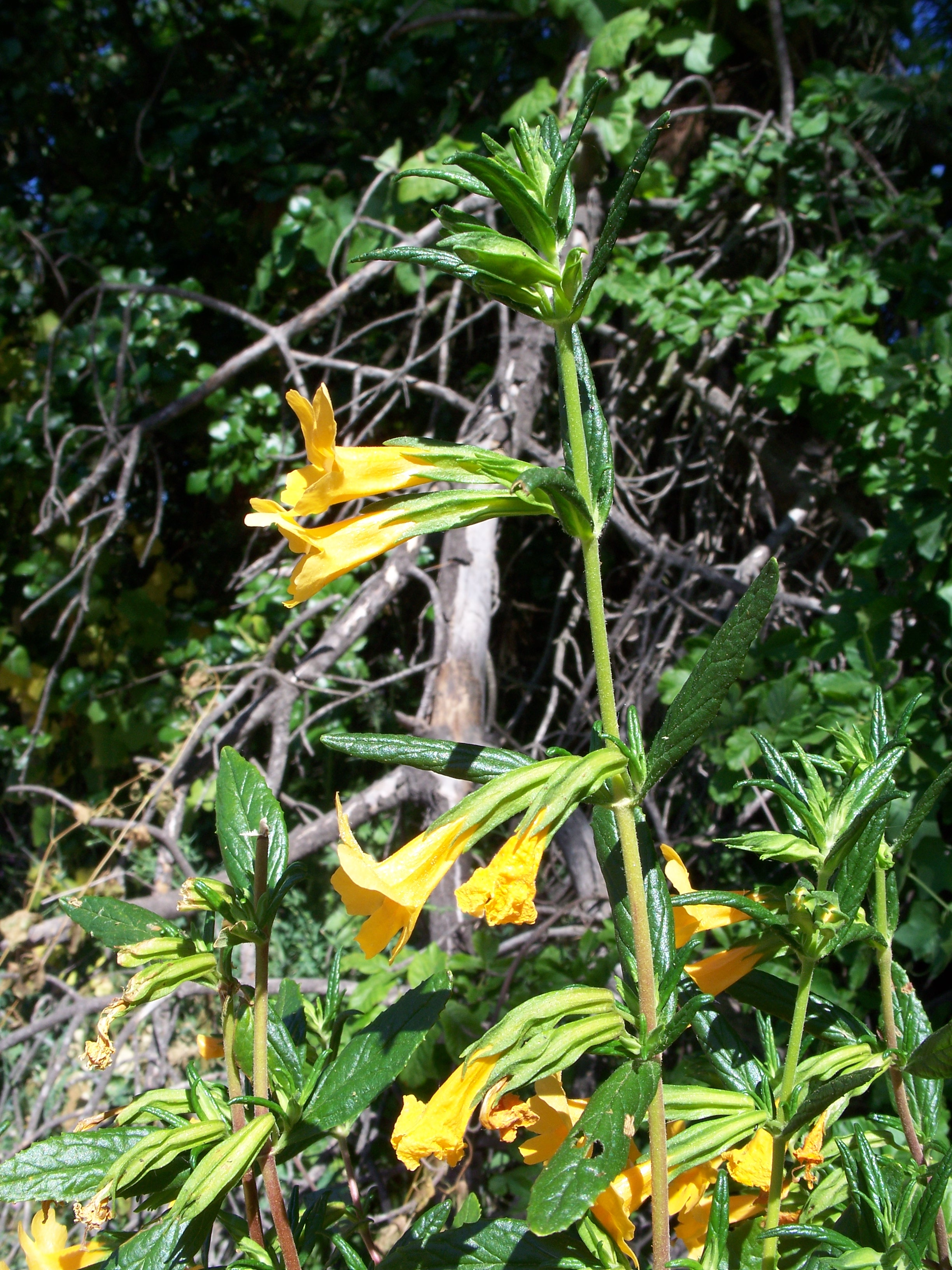
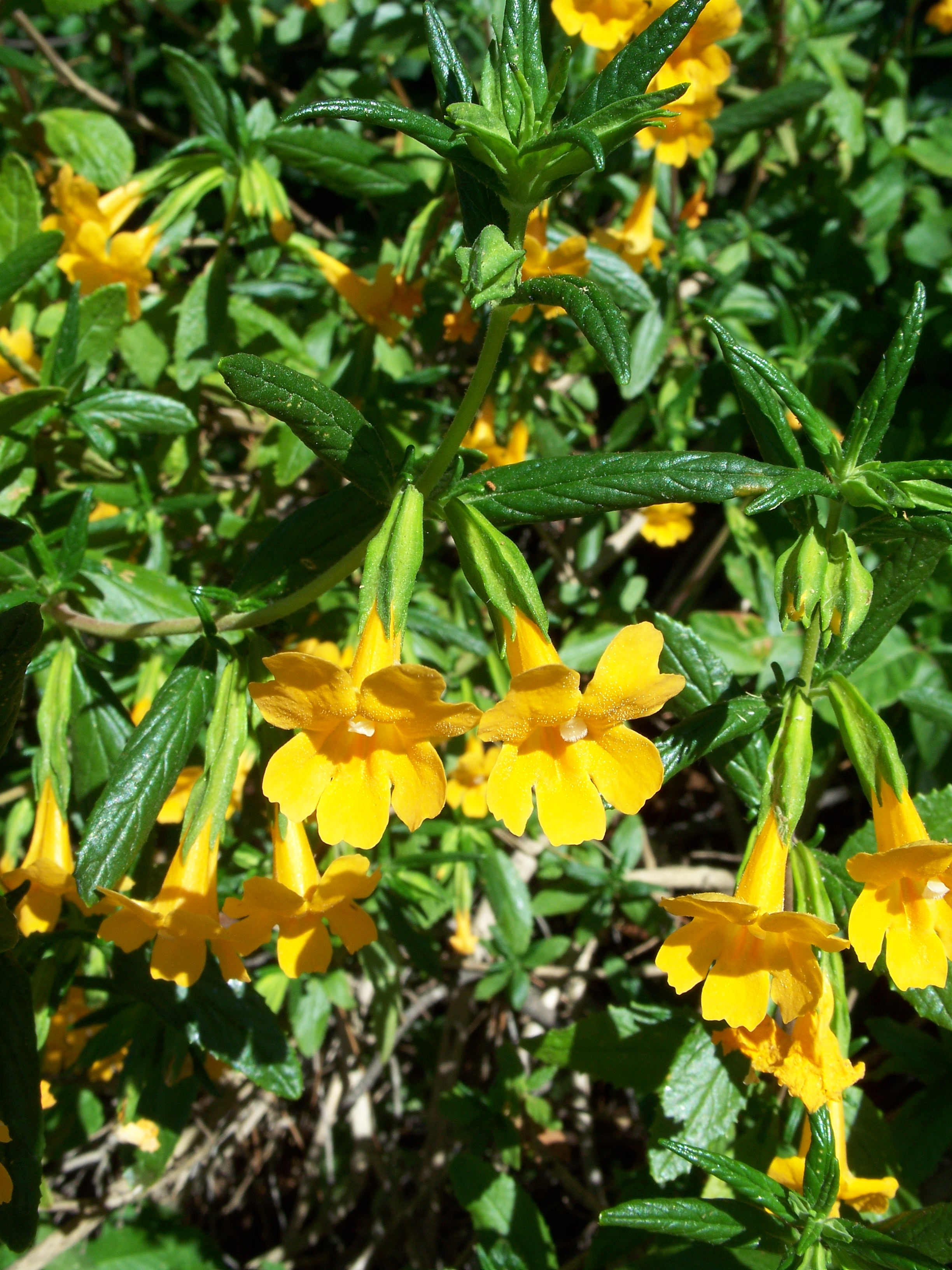
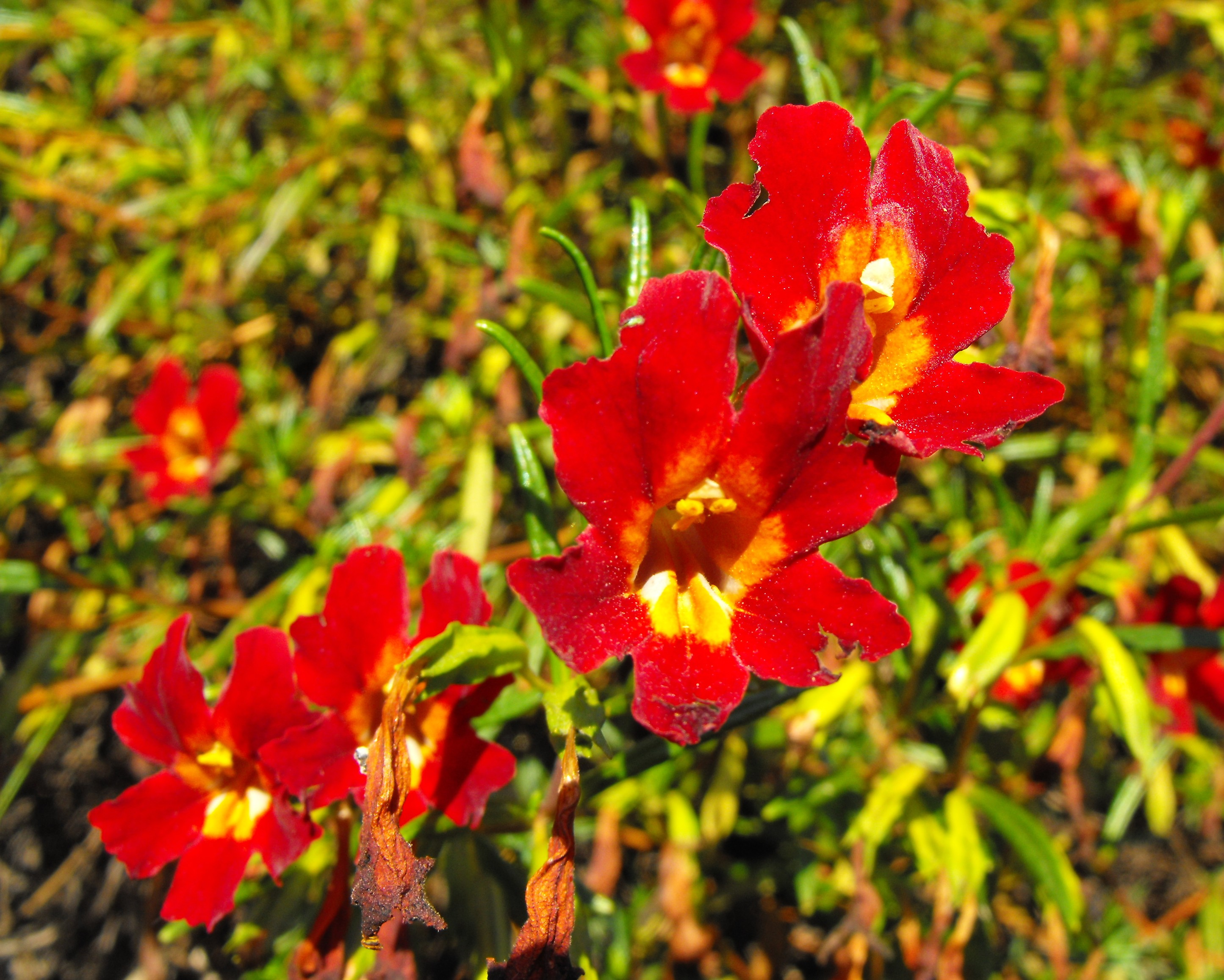